# Paula Barreto
Paula Barreto (Medellín, 31. kolovoza 1979.) kolumbijska je glumica. Najpoznatija je po ulozi Dorotee Cortés u telenoveli Niños ricos, pibres padres i Luisane Requene u Doñi Bárbari. 

## Filmografija
- (2010.) - Klon - Amalia Santos
- (2010.) - El Cartel 2 la Guerra tota
- (2009.) - Niños ricos,pobres padres - Dorotea Cortés
- (2008.) - Sin senos no hay paraiso - Barbara
- (2008.) - Gospođa Barbara - Luisana Requena
- (2007.) - Cómplices
- (2007.) - Sobregiro de Amor
- (2006.) - En los tacones de Eva
- (2004.) - La vida es una canción - Karina

## Vanjske poveznice
- Paula Barreto u internetskoj bazi filmova IMDb-u (engl.)